# Kössen
Kössen é um município da Áustria, situado no distrito de Kitzbühel, no estado do Tirol. Tem 69,29 km² de área e sua população em 2019 foi estimada em 4.365 habitantes.